# Ballenary
Ballenary o Ballynary ("Baile an Arrough" en gaélico) es una pequeña localidad a orillas del lago Arrow (o Lough Arrough en gaélico), en la parroquia de Ballinafad (condado de Sligo), al noroeste de la República de Irlanda. Su nombre es un anglicismo. 
Ballenary se sitúa en una zona campestre y famosa, a nivel local, por la pesca. Posee algunos hoteles, desde los que se pueden recorrer los alrededores y admirar varios "Crannóg" o pequeñas fortificaciones en madera, a orillas del lago Arrow, realizadas por los pueblos pre-célticos que habitaban la zona en el megalítico.
Es el lugar de nacimiento de Ambrosio O'Higgins, quien llegó a ser Gobernador de Chile y luego Virrey del Perú, en la América colonial, y padre del Libertador de Chile Bernardo O'Higgins. Ambrosio funda Vallenar con ese nombre en conmemoración a Ballenary.
Existe en Ballenary un parque (O'Higgins Memorial Park) y una placa conmemorativa en honor a Ambrosio O'Higgins, instalada por el embajador de Chile en 1997, y actualmente al cuidado del Concejo del Condado de Sligo.
- Datos: Q3776697